# 盛昭
盛昭，字克明，元朝归德人。
由儒学官转任淮南行省照磨。元顺帝派使者至高邮，无法入城而返回，假称张士诚已迎拜，只是乞求名爵。行省不知道是欺骗，于是派盛昭入高邮，授给张士诚官爵。张士诚不接受，将他拘于舟中。盛昭对从吏说：“我到了这里，有死而已。”官军攻打高邮，张士诚授给盛昭士兵，让他出拒官军，盛昭叱道：“我奉命招谕你，你扣留诏使，罪不容斩，又想让我跟你当贼吗！”大骂不绝口。张士诚大怒，先剜其手臂上的肉，而后将他剁死。